# Episodi di Ray Donovan (settima stagione)
La settima e ultima stagione della serie televisiva Ray Donovan è stata trasmessa in prima visione su Showtime dal 17 novembre 2019 al 19 gennaio 2020.
In Italia la stagione è stata resa disponibile su Netflix dal 26 novembre 2019 al 28 gennaio 2020.
| nº | Titolo originale           | Titolo italiano                  | Prima TV USA     | Pubblicazione Italia |
| -- | -------------------------- | -------------------------------- | ---------------- | -------------------- |
| 1  | Faith. Hope. Love. Luck.   | Fede. Speranza. Amore. Fortuna.  | 17 novembre 2019 | 26 novembre 2019     |
| 2  | A Good Man Is Hard to Find | È difficile trovare un brav’uomo | 24 novembre 2019 | 3 dicembre 2019      |
| 3  | Family Pictures            | Fotografie di famiglia           | 1º dicembre 2019 | 10 dicembre 2019     |
| 4  | Hispes                     | Montature                        | 8 dicembre 2019  | 17 dicembre 2019     |
| 5  | An Irish Lullaby           | Ninna nanna irlandese            | 15 dicembre 2019 | 24 dicembre 2019     |
| 6  | Inside Guy                 | L'infiltrato                     | 22 dicembre 2019 | 31 dicembre 2019     |
| 7  | The Transfer Agent         | L'agente di cambio               | 29 dicembre 2019 | 7 gennaio 2020       |
| 8  | Passport and a Gun         | Il passaporto e la pistola       | 5 gennaio 2020   | 14 gennaio 2020      |
| 9  | Bugs                       | Cimici                           | 12 gennaio 2020  | 21 gennaio 2020      |
| 10 | You'll Never Walk Alone    | Non camminerai mai solo          | 19 gennaio 2020  | 28 gennaio 2020      |